# Liste d'adaptations d'œuvres littéraires

## Légendes
|  | au cinéma        |
|  | à la télévision  |
|  | Direct-to-video  |
|  | Théâtre          |
|  | Jeu vidéo        |
|  | Comédie musicale |
|  | Ballet           |
|  | Bande dessinée   |

|  | Roman            |
|  | Premier roman    |
|  | Nouvelle         |
|  | Pièce de théâtre |
|  | Conte            |
|  | Poème            |
|  | Bande dessinée   |

## Adaptations par pays

### Œuvres littéraires australiennes
|  | Titre de l'adaptation française Titre original  | Réalisation        | Première sortie | Pays d'origine de l'adaptation | Source(s) |  |  | Titre de l'œuvre littéraire (ISBN / Wikisource)      | Auteur             | Première publication |
|  | ----------------------------------------------- | ------------------ | --------------- | ------------------------------ | --------- |  |  | ---------------------------------------------------- | ------------------ | -------------------- |
|  | Les Rongeurs de l'apocalypse Night of the Lepus | William F. Claxton | 1972            | Drapeau des États-Unis         | [ 1 ]     |  |  | The Year of the Angry Rabbit (en)                    | Russell Braddon    | 1964                 |
|  | Les oiseaux se cachent pour mourir              | Daryl Duke         | 1983            | Drapeau des États-Unis         | [ 2 ]     |  |  | Les oiseaux se cachent pour mourir (ISBN 2266211242) | Colleen McCullough | 1977                 |
|  | Mary Poppins                                    | Robert Stevenson   | 1964            | Drapeau des États-Unis         | [ 3 ]     |  |  | Mary Poppins (ISBN 2013226489)                       | Pamela L. Travers  | 1934                 |
|  | Le Retour de Mary Poppins                       | Rob Marshall       | 2018            | Drapeau des États-Unis         | [ 4 ]     |  |  | Le Retour de Mary Poppins (it) (ISBN 2-268-06901-X)  | Pamela L. Travers  | 1935                 |
|  | Demain, quand la guerre a commencé              | Stuart Beattie     | 2010            | Drapeau de l'Australie         | [ 5 ]     |  |  | Apocalypse (ISBN 2012027059)                         | John Marsden       | 1993                 |

### Œuvres littéraires autrichiennes
|  | Titre de l'adaptation française Titre original | Réalisation                 | Première sortie | Pays d'origine de l'adaptation                 | Source(s) |  |  | Titre de l'œuvre littéraire (ISBN / Wikisource)             | Auteur            | Première publication |
|  | ---------------------------------------------- | --------------------------- | --------------- | ---------------------------------------------- | --------- |  |  | ----------------------------------------------------------- | ----------------- | -------------------- |
|  | '38                                            | Wolfgang Glück              | 1986            | Drapeau de l'Autriche                          | [ 6 ]     |  |  | Auch das war Wien (ISBN 3784420249)                         | Friedrich Torberg | 1984                 |
|  | Bambi                                          | David Hand                  | 1942            | Drapeau des États-Unis                         | [ 7 ]     |  |  | Bambi, l'histoire d'une vie dans les bois (ISBN 0448053500) | Felix Salten      | 1923                 |
|  | Bambi 2 Bambi and the Prince of the Forest     | Brian Pimental              | 2006            | Drapeau des États-Unis                         |           |  |  | Bambi, l'histoire d'une vie dans les bois (ISBN 0448053500) | Felix Salten      | 1923                 |
|  | Quelle vie de chien ! The Shaggy Dog           | Charles Barton              | 1959            | Drapeau des États-Unis                         |           |  |  | Le Chien de Florence (ISBN 9783959800587)                   | Felix Salten      | 1923                 |
|  | Les Aventures de Perri Perri                   | Paul Kenworthy Ralph Wright | 1957            | Drapeau des États-Unis                         |           |  |  | Perri l'écureuil (en)                                       | Felix Salten      | 1938                 |
|  | Un candidat au poil The Shaggy D. A.           | Robert Stevenson            | 1976            | Drapeau des États-Unis                         |           |  |  | Le Chien de Florence (ISBN 9783959800587)                   | Felix Salten      | 1923                 |
|  | Raymond The Shaggy Dog                         | Brian Robbins               | 2006            | Drapeau des États-Unis                         |           |  |  | Le Chien de Florence (ISBN 9783959800587)                   | Felix Salten      | 1923                 |
|  | L'Entrejambe Josephine Mutzenbacher            | Kurt Nachmann               | 1970            | Drapeau de l'Autriche · Drapeau de l'Allemagne |           |  |  | Josefine Mutzenbacher (ISBN 848532207X)                     | Felix Salten      | 1906                 |

### Œuvres littéraires belges
|  | Titre de l'adaptation française Titre original                                   | Réalisation        | Première sortie | Pays d'origine de l'adaptation                | Source(s) |  |  | Titre de l'œuvre littéraire (ISBN / Wikisource)        | Auteur          | Première publication |
|  | -------------------------------------------------------------------------------- | ------------------ | --------------- | --------------------------------------------- | --------- |  |  | ------------------------------------------------------ | --------------- | -------------------- |
|  | Stupeur et Tremblements                                                          | Alain Corneau      | 2003            | Drapeau de la France                          | [ 8 ]     |  |  | Stupeur et Tremblements (ISBN 2253150711)              | Amélie Nothomb  | 1999                 |
|  | La Mort de Belle                                                                 | Édouard Molinaro   | 1961            | Drapeau de la France                          | ,         |  |  | La Mort de Belle (ISBN 2253142220)                     | Georges Simenon | 1952                 |
|  | Jusqu'à l'enfer                                                                  | Denis Malleval     | 2009            | Drapeau de la France                          | [ 10 ]    |  |  | La Mort de Belle (ISBN 2253142220)                     | Georges Simenon | 1952                 |
|  | L'Horloger de Saint-Paul                                                         | Bertrand Tavernier | 1974            | Drapeau de la France                          | [ 11 ]    |  |  | L'Horloger d'Everton (ISBN 2253142840)                 | Georges Simenon | 1954                 |
|  | Les Caves du Majestic                                                            | Richard Pottier    | 1945            | Drapeau de la France                          | [ 12 ]    |  |  | Les Caves du Majestic (ISBN 978-2070304509)            | Georges Simenon | 1942                 |
|  | Maigret : Les Caves du Majestic (saison 4, épisode 4)                            | Eric Tayler        | 1963            | Drapeau du Royaume-Uni                        | [ 13 ]    |  |  | Les Caves du Majestic (ISBN 978-2070304509)            | Georges Simenon | 1942                 |
|  | Les Enquêtes du commissaire Maigret Les Caves du Majestic (saison 20, épisode 5) | Maurice Frydland   | 1987            | Drapeau de la France                          | [ 14 ]    |  |  | Les Caves du Majestic (ISBN 978-2070304509)            | Georges Simenon | 1942                 |
|  | Panique                                                                          | Julien Duvivier    | 1946            | Drapeau de la France                          | [ 15 ]    |  |  | Les Fiançailles de monsieur Hire (ISBN 978-2266032278) | Georges Simenon | 1933                 |
|  | Monsieur Hire                                                                    | Patrice Leconte    | 1989            | Drapeau de la France                          | [ 16 ]    |  |  | Les Fiançailles de monsieur Hire (ISBN 978-2266032278) | Georges Simenon | 1933                 |
|  | Débâcle                                                                          | Veerle Baetens     | 2023            | Drapeau de la Belgique · Drapeau des Pays-Bas |           |  |  | Débâcle (ISBN 2330092652)                              | Lize Spit       | 2016                 |

### Œuvres littéraires espagnoles
|  | Titre de l'adaptation française Titre original | Réalisation                                                            | Première sortie | Pays d'origine de l'adaptation                                                             | Source(s) |  |  | Titre de l'œuvre littéraire (ISBN / Wikisource)                                                           | Auteur               | Première publication |
|  | ---------------------------------------------- | ---------------------------------------------------------------------- | --------------- | ------------------------------------------------------------------------------------------ | --------- |  |  | --- | -------------------- | -------------------- |
|  | Don Quichotte                                  | Georges Méliès                                                         | 1909            | Drapeau de la France                                                                       |           |  |  | Don Quichotte L’Ingénieux Hidalgo Don Quichotte de la Manche (Wikisource) (ISBN 2013225806)               | Miguel de Cervantes  | 1605                 |
|  | Don Quixote                                    | Edward Dillon                                                          | 1915            | Drapeau des États-Unis                                                                     |           |  |  | Don Quichotte L’Ingénieux Hidalgo Don Quichotte de la Manche (Wikisource) (ISBN 2013225806)               | Miguel de Cervantes  | 1605                 |
|  | Don Quichotte                                  | Grigori Kozintsev                                                      | 1957            | Drapeau de l'URSS                                                                          |           |  |  | Don Quichotte L’Ingénieux Hidalgo Don Quichotte de la Manche (Wikisource) (ISBN 2013225806)               | Miguel de Cervantes  | 1605                 |
|  | Don Quichotte                                  | Orson Welles Jesús Franco                                              | 1992            | Drapeau des États-Unis · Drapeau de l'Espagne                                              |           |  |  | Don Quichotte L’Ingénieux Hidalgo Don Quichotte de la Manche (Wikisource) (ISBN 2013225806)               | Miguel de Cervantes  | 1605                 |
|  | Don Quichotte                                  | Peter Yates                                                            | 2000            | Drapeau des États-Unis                                                                     |           |  |  | Don Quichotte L’Ingénieux Hidalgo Don Quichotte de la Manche (Wikisource) (ISBN 2013225806)               | Miguel de Cervantes  | 1605                 |
|  | Don Quichotte                                  | Marius Petipa (chorégraphie) Léon Minkus (musique)                     | 1869            | Drapeau de l'Empire russe                                                                  |           |  |  | Don Quichotte L’Ingénieux Hidalgo Don Quichotte de la Manche (Wikisource) (ISBN 2013225806)               | Miguel de Cervantes  | 1605                 |
|  | L'Homme de la Mancha                           | Joe Darion (lyrics) Dale Wasserman (en) (livret) Mitch Leigh (musique) | 1965            | Drapeau des États-Unis                                                                     |           |  |  | Don Quichotte L’Ingénieux Hidalgo Don Quichotte de la Manche (Wikisource) (ISBN 2013225806)               | Miguel de Cervantes  | 1605                 |
|  | L'Homme de la Manche Man of La Mancha          | Arthur Hiller                                                          | 1972            | Drapeau de la France · Drapeau de l'Italie                                                 |           |  |  | Don Quichotte L’Ingénieux Hidalgo Don Quichotte de la Manche (Wikisource) (ISBN 2013225806)               | Miguel de Cervantes  | 1605                 |
|  | Qui a tué le chevalier ? Uncovered             | Jim McBride                                                            | 1994            | Drapeau de l'Espagne · Drapeau de la France · Drapeau du Royaume-Uni                       |           |  |  | Le Tableau du maître flamand (ISBN 2-7096-1217-8)                                                         | Arturo Pérez-Reverte | 1990                 |
|  | Don Quichotte                                  | Georg Wilhelm Pabst                                                    | 1933            | Drapeau de la France · Drapeau du Royaume-Uni                                              |           |  |  | Don Quichotte L’Ingénieux Hidalgo Don Quichotte de la Manche (Wikisource) (ISBN 2013225806)               | Miguel de Cervantes  | 1605                 |
|  | Don Quixote (en)                               | Rafael Gil                                                             | 1947            | Drapeau de l'Espagne                                                                       |           |  |  | Don Quichotte L’Ingénieux Hidalgo Don Quichotte de la Manche (Wikisource) (ISBN 2013225806)               | Miguel de Cervantes  | 1605                 |
|  | Don Chisciotte ans Sancio Panza (en)           | Giovanni Grimaldi                                                      | 1968            | Drapeau de l'Italie                                                                        |           |  |  | Don Quichotte L’Ingénieux Hidalgo Don Quichotte de la Manche (Wikisource) (ISBN 2013225806)               | Miguel de Cervantes  | 1605                 |
|  | Don Quijote cabalga de nuevo (en)              | Roberto Gavaldón                                                       | 1973            | Drapeau de l'Espagne · Drapeau du Mexique                                                  |           |  |  | Don Quichotte L’Ingénieux Hidalgo Don Quichotte de la Manche (Wikisource) (ISBN 2013225806)               | Miguel de Cervantes  | 1605                 |
|  | Don Quixote (en)                               | Rudolf Noureev                                                         | 1973            | Drapeau de l'Australie                                                                     |           |  |  | Don Quichotte L’Ingénieux Hidalgo Don Quichotte de la Manche (Wikisource) (ISBN 2013225806)               | Miguel de Cervantes  | 1605                 |
|  | Don Quixote (en)                               | Maurice Elvey                                                          | 1923            | Drapeau du Royaume-Uni                                                                     |           |  |  | Don Quichotte L’Ingénieux Hidalgo Don Quichotte de la Manche (Wikisource) (ISBN 2013225806)               | Miguel de Cervantes  | 1605                 |
|  | L'Homme qui tua Don Quichotte                  | Terry Gilliam                                                          | 2018            | Drapeau de l'Espagne · Drapeau du Royaume-Uni · Drapeau de la France · Drapeau du Portugal | [ 17 ]    |  |  | Don Quichotte L’Ingénieux Hidalgo Don Quichotte de la Manche (Wikisource) (ISBN 2013225806)               | Miguel de Cervantes  | 1605                 |
|  | El Quijote de Miguel de Cervantes (es)         | Manuel Gutiérrez Aragón                                                | 1992            | Drapeau de l'Espagne                                                                       |           |  |  | Don Quichotte L’Ingénieux Hidalgo Don Quichotte de la Manche (Wikisource) (ISBN 2013225806)               | Miguel de Cervantes  | 1605                 |
|  | El caballero Don Quijote                       | Manuel Gutiérrez Aragón                                                | 2002            | Drapeau de l'Espagne                                                                       |           |  |  | Don Quichotte (2ème partie) L’Ingénieux Hidalgo Don Quichotte de la Manche (Wikisource) (ISBN 2013225806) | Miguel de Cervantes  | 1605                 |
|  | Honor de cavallería                            | Albert Serra                                                           | 2006            | Drapeau de l'Espagne                                                                       |           |  |  | Don Quichotte L’Ingénieux Hidalgo Don Quichotte de la Manche (Wikisource) (ISBN 2013225806)               | Miguel de Cervantes  | 1605                 |
|  | Les Folles Aventures de Rucio                  | José Pozo (es)                                                         | 2007            | Drapeau de l'Espagne · Drapeau de l'Italie                                                 |           |  |  | Don Quichotte L’Ingénieux Hidalgo Don Quichotte de la Manche (Wikisource) (ISBN 2013225806)               | Miguel de Cervantes  | 1605                 |

### Œuvres littéraires finlandaises
|  | Titre de l'adaptation française Titre original | Réalisation    | Première sortie | Pays d'origine de l'adaptation | Source(s) |  |  | Titre de l'œuvre littéraire (ISBN / Wikisource) | Auteur       | Première publication |
|  | ---------------------------------------------- | -------------- | --------------- | ------------------------------ | --------- |  |  | ----------------------------------------------- | ------------ | -------------------- |
|  | L'Égyptien The Egyptian                        | Michael Curtiz | 1954            | Drapeau des États-Unis         | [ 18 ]    |  |  | Sinouhé l'Égyptien (ISBN 2259027598)            | Mika Waltari | 1945                 |

### Œuvres littéraires italiennes
|  | Titre de l'adaptation française Titre original                 | Réalisation         | Première sortie | Pays d'origine de l'adaptation                                                                                      | Source(s) |  |  | Titre de l'œuvre littéraire (ISBN / Wikisource) | Auteur           | Première publication |
|  | -------------------------------------------------------------- | ------------------- | --------------- | --- | --------- |  |  | ----------------------------------------------- | ---------------- | -------------------- |
|  | Le Nom de la rose Der Name der Rose                            | Jean-Jacques Annaud | 1986            | Drapeau de la France · Drapeau de l'Italie · Drapeau de l'Allemagne                                                 | [ 19 ]    |  |  | Le Nom de la rose (ISBN 2-246-24514-1)          | Umberto Eco      | 1980                 |
|  | Nocturne indien                                                | Alain Corneau       | 1989            | Drapeau de la France                                                                                                | [ 20 ]    |  |  | Nocturne indien (ISBN 2-267-00872-6)            | Antonio Tabucchi | 1984                 |
|  | Feu Mathias Pascal                                             | Marcel L'Herbier    | 1926            | Drapeau de la France                                                                                                | [ 21 ]    |  |  | Feu Mathias Pascal (ISBN 2-080-70735-3)         | Luigi Pirandello | 1904                 |
|  | L'Homme de nulle part                                          | Pierre Chenal       | 1937            | Drapeau de la France · Drapeau de l'Italie                                                                          |           |  |  | Feu Mathias Pascal (ISBN 2-080-70735-3)         | Luigi Pirandello | 1904                 |
|  | La Double Vie de Mathias Pascal (Le due vite di Mattia Pascal) | Mario Monicelli     | 1985            | Drapeau de l'Italie · Drapeau de la France · Drapeau de l'Allemagne · Drapeau de l'Espagne · Drapeau du Royaume-Uni |           |  |  | Feu Mathias Pascal (ISBN 2-080-70735-3)         | Luigi Pirandello | 1904                 |
|  | Feu Mathias Pascal                                             | Tullio Kezich       | 2004            | Drapeau de l'Italie                                                                                                 |           |  |  | Feu Mathias Pascal (ISBN 2-080-70735-3)         | Luigi Pirandello | 1904                 |

### Œuvres littéraires irlandaises
|  | Titre de l'adaptation française Titre original       | Réalisation                   | Première sortie | Pays d'origine de l'adaptation                | Source(s) |  |  | Titre de l'œuvre littéraire (ISBN / Wikisource) | Auteur         | Première publication |
|  | ---------------------------------------------------- | ----------------------------- | --------------- | --------------------------------------------- | --------- |  |  | ----------------------------------------------- | -------------- | -------------------- |
|  | Le Garçon boucher The Butcher Boy                    | Neil Jordan                   | 1997            | Drapeau des États-Unis                        | [ 22 ]    |  |  | Le Garçon boucher (en) (ISBN 0-330-32358-X)     | Patrick McCabe | 1992                 |
|  | Breakfast on Pluto                                   | Neil Jordan                   | 2005            | Drapeau du Royaume-Uni · Drapeau de l'Irlande | [ 23 ]    |  |  | Breakfast on Pluto (en) (ISBN 0330352938)       | Patrick McCabe | 1998                 |
|  | PS I Love You                                        | Richard LaGravenese           | 2007            | Drapeau des États-Unis                        | [ 24 ]    |  |  | PS, I Love You (en) (ISBN 0-7862-6164-1)        | Cecelia Ahern  | 2004                 |
|  | Le Fantôme de Canterville The Canterville Ghost      | Jules Dassin Norman Z. McLeod | 1944            | Drapeau des États-Unis                        | [ 25 ]    |  |  | Le Fantôme de Canterville (ISBN 9782366683554)  | Oscar Wilde    | 1887                 |
|  | Le Fantôme de Canterville                            | Yann Samuell                  | 2016            | Drapeau de la France · Drapeau de la Belgique | [ 26 ]    |  |  | Le Fantôme de Canterville (ISBN 9782366683554)  | Oscar Wilde    | 1887                 |
|  | Le Fantôme de Canterville (en) The Canterville Ghost | William F. Claxton            | 1985            | Drapeau des États-Unis                        | [ 27 ]    |  |  | Le Fantôme de Canterville (ISBN 9782366683554)  | Oscar Wilde    | 1887                 |

### Œuvres littéraires japonaises
|  | Titre de l'adaptation française Titre original     | Réalisation      | Première sortie | Pays d'origine de l'adaptation | Source(s) |  |  | Titre de l'œuvre littéraire (ISBN / Wikisource)                      | Auteur               | Première publication |
|  | -------------------------------------------------- | ---------------- | --------------- | ------------------------------ | --------- |  |  | -------------------------------------------------------------------- | -------------------- | -------------------- |
|  | L'Aiguillon de la mort Shi no toge                 | Kōhei Oguri      | 1990            | Drapeau du Japon               |           |  |  | Shi no toge (ISBN 2809703116)                                        | Toshio Shimao        | 1977                 |
|  | Another (en) Anazâ                                 | Takeshi Furusawa | 2012            | Drapeau du Japon               |           |  |  | Another (ISBN 9784048740036)                                         | Yukito Ayatsuji (ja) | 2009                 |
|  | Battle Royale Batoru rowaiaru                      | Kinji Fukasaku   | 2000            | Drapeau du Japon               |           |  |  | Battle Royale (ISBN 2702136737)                                      | Kōshun Takami        | 1999                 |
|  | Bullet Train                                       | David Leitch     | 2022            | Drapeau des États-Unis         | [ 28 ]    |  |  | Bullet Train (en) Maria Beetle (ISBN 9784048741057)                  | Kōtarō Isaka         | 2010                 |
|  | Le Château solitaire dans le miroir Kagami no kojō | Keiichi Hara     | 2022            | Drapeau du Japon               |           |  |  | Le Château solitaire dans le miroir Kagami no kojō (ISBN 2408016398) | Mizuki Tsujimura     | 2017                 |
|  | Le Garçon et le Héron Kimi-tachi wa dō ikiru ka    | Hayao Miyazaki   | 2023            | Drapeau du Japon               |           |  |  | Et vous, comment vivrez-vous ? (ISBN 9782809716405)                  | Genzaburō Yoshino    | 1937                 |

### Œuvres littéraires néerlandaises
|  | Titre de l'adaptation française Titre original | Réalisation   | Première sortie | Pays d'origine de l'adaptation                                       | Source(s) |  |  | Titre de l'œuvre littéraire (ISBN / Wikisource) | Auteur         | Première publication |
|  | ---------------------------------------------- | ------------- | --------------- | -------------------------------------------------------------------- | --------- |  |  | ----------------------------------------------- | -------------- | -------------------- |
|  | Eline Vere                                     | Harry Kümel   | 1991            | Drapeau des Pays-Bas · Drapeau de la Belgique · Drapeau de la France |           |  |  | Eline Vere (ISBN 9781906548261)                 | Louis Couperus | 1889                 |
|  | The Dinner                                     | Oren Moverman | 2017            | Drapeau des États-Unis                                               |           |  |  | Le Dîner (ISBN 9782714446640)                   | Herman Koch    | 2009                 |

### Œuvres littéraires polonaises
|  | Titre de l'adaptation française Titre original | Réalisation                             | Première sortie | Pays d'origine de l'adaptation                                                                                    | Source(s) |  |  | Titre de l'œuvre littéraire (ISBN / Wikisource) | Auteur             | Première publication |
|  | ---------------------------------------------- | --------------------------------------- | --------------- | --- | --------- |  |  | ----------------------------------------------- | ------------------ | -------------------- |
|  | Solaris                                        | Andreï Tarkovski                        | 1972            | Drapeau de l'URSS                                                                                                 | [ 29 ]    |  |  | Solaris (ISBN 2070422399)                       | Stanislas Lem      | 1961                 |
|  | Solaris                                        | Steven Soderbergh                       | 2002            | Drapeau des États-Unis                                                                                            | [ 30 ]    |  |  | Solaris (ISBN 2070422399)                       | Stanislas Lem      | 1961                 |
|  | Solaris                                        | Boris Nirenburg Lidiya Ishimbayeva (ru) | 1968            | Drapeau de l'URSS                                                                                                 |           |  |  | Solaris (ISBN 2070422399)                       | Stanislas Lem      | 1961                 |
|  | Quo vadis ?                                    | Lucien Nonguet Ferdinand Zecca          | 1901            | Drapeau de la France                                                                                              | [ 31 ]    |  |  | Quo vadis ? Quo vadis (Wikisource)              | Henryk Sienkiewicz | 1895                 |
|  | Quo vadis ?                                    | Enrico Guazzoni                         | 1913            | Drapeau de l'Italie                                                                                               | [ 32 ]    |  |  | Quo vadis ? Quo vadis (Wikisource)              | Henryk Sienkiewicz | 1895                 |
|  | Quo vadis ?                                    | Gabriellino D'Annunzio Georg Jacoby     | 1924            | Drapeau de l'Italie                                                                                               | [ 33 ]    |  |  | Quo vadis ? Quo vadis (Wikisource)              | Henryk Sienkiewicz | 1895                 |
|  | Quo vadis                                      | Mervyn LeRoy                            | 1951            | Drapeau des États-Unis                                                                                            | [ 34 ]    |  |  | Quo vadis ? Quo vadis (Wikisource)              | Henryk Sienkiewicz | 1895                 |
|  | Quo vadis ?                                    | Franco Rossi                            | 1985            | Drapeau de l'Italie · Drapeau de l'Espagne · Drapeau de la Suisse · Drapeau de la France · Drapeau du Royaume-Uni |           |  |  | Quo vadis ? Quo vadis (Wikisource)              | Henryk Sienkiewicz | 1895                 |
|  | Quo vadis ?                                    | Jerzy Kawalerowicz                      | 2001            | Drapeau de la Pologne                                                                                             | [ 35 ]    |  |  | Quo vadis ? Quo vadis (Wikisource)              | Henryk Sienkiewicz | 1895                 |

### Œuvres littéraires russes et soviétiques
|  | Titre de l'adaptation française Titre original | Réalisation                       | Première sortie | Pays d'origine de l'adaptation                                      | Source(s) |  |  | Titre de l'œuvre littéraire (ISBN / Wikisource) | Auteur        | Première publication |
|  | ---------------------------------------------- | --------------------------------- | --------------- | ------------------------------------------------------------------- | --------- |  |  | ----------------------------------------------- | ------------- | -------------------- |
|  | 12 + 1                                         | Nicolas Gessner Luciano Lucignani | 1969            | Drapeau de la France · Drapeau de l'Italie                          |           |  |  | Les Douze Chaises (ISBN 2841901459)             | Ilf et Pétrov | 1993                 |
|  | Guerre et Paix Война и мир                     | Yakov Protazanov Vladimir Gardine | 1915            | Drapeau de l'Empire russe                                           |           |  |  | Guerre et Paix (Wikisource)                     | Léon Tolstoï  | 1865                 |
|  | Guerre et Paix War and Peace                   | King Vidor                        | 1956            | Drapeau des États-Unis                                              |           |  |  | Guerre et Paix (Wikisource)                     | Léon Tolstoï  | 1865                 |
|  | Guerre et Paix Война и мир                     | Sergueï Bondartchouk              | 1966            | Drapeau de l'URSS                                                   |           |  |  | Guerre et Paix (Wikisource)                     | Léon Tolstoï  | 1865                 |
|  | Guerre et Paix War and Peace                   | Robert Dornhelm                   | 2007            | Drapeau de la France · Drapeau de l'Italie · Drapeau de l'Allemagne |           |  |  | Guerre et Paix (Wikisource)                     | Léon Tolstoï  | 1865                 |

### Œuvres littéraires sud-africaines
|  | Titre de l'adaptation française Titre original | Réalisation | Première sortie | Pays d'origine de l'adaptation | Source(s) |  |  | Titre de l'œuvre littéraire (ISBN / Wikisource) | Auteur        | Première publication |
|  | ---------------------------------------------- | ----------- | --------------- | ------------------------------ | --------- |  |  | ----------------------------------------------- | ------------- | -------------------- |
|  | Shining Girls (en)                             | Silka Luisa | 2022            | Drapeau des États-Unis         |           |  |  | The Shining Girls (en) (ISBN 978-1-4152-0201-2) | Lauren Beukes | 2013                 |

### Œuvres littéraires suédoises
|  | Titre de l'adaptation française Titre original                                                        | Réalisation       | Première sortie | Pays d'origine de l'adaptation                                                                                  | Source(s) |  |  | Titre de l'œuvre littéraire (ISBN / Wikisource)                                  | Auteur                 | Première publication |
|  | --- | ----------------- | --------------- | --- | --------- |  |  | -------------------------------------------------------------------------------- | ---------------------- | -------------------- |
|  | Millenium Män som hatar kvinnor                                                                       | Niels Arden Oplev | 2009            | Drapeau de la Suède · Drapeau de la Norvège                                                                     | [ 36 ]    |  |  | Les Hommes qui n'aimaient pas les femmes (ISBN 2742761578)                       | Stieg Larsson          | 2005                 |
|  | Millénium : Les Hommes qui n'aimaient pas les femmes The Girl with the Dragon Tattoo                  | David Fincher     | 2011            | Drapeau des États-Unis · Drapeau de la Suède · Drapeau du Royaume-Uni · Drapeau de l'Allemagne                  | [ 36 ]    |  |  | Les Hommes qui n'aimaient pas les femmes (ISBN 2742761578)                       | Stieg Larsson          | 2005                 |
|  | Millénium 2 : La Fille qui rêvait d'un bidon d'essence et d'une allumette Flickan som lekte med elden | Daniel Alfredson  | 2009            | Drapeau de la Suède · Drapeau du Danemark · Drapeau de l'Allemagne                                              | [ 37 ]    |  |  | La Fille qui rêvait d'un bidon d'essence et d'une allumette (ISBN 9782742765010) | Stieg Larsson          | 2005                 |
|  | Millénium 3 : La Reine dans le palais des courants d'air Luftslottet som sprängdes                    | Daniel Alfredson  | 2009            | Drapeau de la Suède · Drapeau du Danemark · Drapeau de l'Allemagne                                              | [ 37 ]    |  |  | La Reine dans le palais des courants d'air (ISBN 9782742770311)                  | Stieg Larsson          | 2005                 |
|  | Les Drakkars The Long Ship                                                                            | Jack Cardiff      | 1964            | Drapeau du Royaume-Uni · Drapeau de la République fédérative socialiste de Yougoslavie · Drapeau des États-Unis | [ 38 ]    |  |  | The Long Ships (en) (Orm le rouge) (ISBN 978-0-0022-1453-7)                      | Frans Gunnar Bengtsson | 1941                 |
|  | Barabbas                                                                                              | Richard Fleischer | 1961            | Drapeau de l'Italie · Drapeau des États-Unis                                                                    | [ 39 ]    |  |  | Barabbas (ISBN 2-2340-6174-1)                                                    | Pär Lagerkvist         | 1950                 |
|  | Barabbas                                                                                              | Alf Sjöberg       | 1953            | Drapeau de la Suède                                                                                             | [ 40 ]    |  |  | Barabbas (ISBN 2-2340-6174-1)                                                    | Pär Lagerkvist         | 1950                 |